# Ted Birnie
Edward Lawson Birnie, detto Ted (Sunderland, 25 agosto 1878 – Southend-on-Sea, 21 dicembre 1935), è stato un calciatore e allenatore di calcio inglese, di ruolo difensore.

## Carriera

### Giocatore
Nato a Sunderland, iniziò la propria carriera professionistica con indosso la maglia del Newcastle Utd. Alla corte dei Magpies mise assieme un totale di 19 presenze in campionato. Nell'estate del 1903 decise di non rinnovare il proprio contratto con la società, rimanendo svincolato. Dopo circa due anni di inattività, venne ingaggiato dal Crystal Palace. Con i londinesi, durante la campagna 1905-1906, mise assieme un totale di 29 presenze. Nell'agosto 1906 venne ceduto a titolo definitivo al Chelsea, con cui debuttò ufficialmente il successivo 8 settembre, in un pareggio esterno contro il Blackpool. In tre stagioni disputò complessivamente 108 partite mettendo a segno 3 reti. Dopo il mancato rinnovo del proprio contratto con i Blues, nel 1910 venne ingaggiato dal Tottenham, con cui però, in 6 mesi, mise a referto solamente 4 presenze e una marcatura.

### Allenatore
Nel 1922 divenne tecnico del Southend Utd. Rimase sulla panchina del club per ben 12 stagioni, divenendo inoltre l'unico allenatore nella storia del club ad aver superato le 500 panchine. Dopo le sue dimissioni nel maggio 1934, venne colpito da seri problemi di salute che, il 21 dicembre 1935, lo condussero alla morte all'età di 57 anni.